# Robert Buron
Robert Buron (París, 27 de febrero de 1910-París, 28 de abril de 1973) fue un político francés que ocupó los cargos de Ministro de Finanzas (1953-1955) y alcalde de Laval (1971-1973).

## Biografía
Nació en 1910 en París en una familia católica de clase media. Su padre Henri Buron (1878-1930) fue un exmédico que más tarde se convirtió en impresor; su madre era partera.
El 8 de junio de 1929 fundó, con Suzanne Fouché (1901-1989) y algunos partidarios, la Ligue pour l'Aaptation du diminué physique au travail (ahora llamada Association pour Instruction Social and Professionnelle des Personnes Handicapes). Se matriculó en la facultad de jurisprudencia de París y completó sus estudios en la École libre des sciences politiques.
El 24 de agosto de 1944 se convirtió en subdirector de radiodifusión francesa.
Fue uno de los fundadores del Movimiento Republicano Popular después de la liberación.
Junto a Henri Alexandre Chappoulie, obispo de Angers, también era amigo del abate Pierre.
Durante la crisis argelina, afirmó estar a favor de una intervención del general de Gaulle en caso de fracaso del gobierno de Pflimlin del MRP. Estaba a favor de una evolución de Argelia francesa. Durante el golpe de Estado de los generales en abril de 1961, estuvo preso en Argelia durante una misión. Con Louis Joxe y Jean de Broglie fue uno de los negociadores y signatarios de los acuerdos de Évian, que sancionaron el final, en marzo de 1962, de la Guerra de Argelia. En 1950 visitó la Feria de Milán.
Fundó el movimiento socialista Objectif 72 y en 1967 fue presidente del Comité de Enlace para la Alfabetización y la Promoción de los Trabajadores Extranjeros.
En marzo de 1971 fue elegido alcalde de Laval (el lugar de origen de su esposa) con una lista no comunista que reunió a CIR, los Radicales y Objectif 72. Robert Buron murió el 28 de abril de 1973 y fue enterrado en Villaines-la-Juhel.
Le dedicaron una escuela secundaria en Laval.

## Pubblicaciones
- (en francés) Les obligations du trustee en droit anglais, Parigi, Société général d'imprimerie et d'édition, 136 p., 1938, tesi in diritto.
- (en francés) Cahiers du travaillisme français, 1943-1944
- (en francés) Dynamisme des États-Unis, recueil d'articles parus dans la presse, 1950-1957, Parigi: S.A.D.E.P., 1957, 96 p.
- (en francés) Le plus beau des métiers, Parigi: Plon, 1963, 252 p.
- (en francés) Carnets politiques de la guerre d'Algérie: par un signataire des accords d'Évian, Parigi: Plon, 1965, 267 p.
- (en francés) Les dernières années de la Quatrième République, carnets politiques, Parigi: Plon, 1968.
- (en francés) Demain la politique, réflexions pour une autre société (in coll. con Jean Offredo e Objectif 72), Parigi: Denoël, 1970, 256 p.
- (en francés) Pourquoi je suis de nouveau candidat ?, Vendôme: C.F.I.B., 1972, 60 p.
- (en francés) Par goût de la vie, raccolta curata da Jean Offredo, Parigi: Cerf, 1973, 114 p. (Pour quoi je vis).
- (en francés) La Mayenne et moi ou de la démocratie chrétienne au socialisme, postfazione di Marie-Louise Buron, (Malakoff): Cana, 1978, 147 p. (Mémoire vivante).

## Galería fotográfica
.